# Oldsmobile Modell L
Das Oldsmobile Modell L war ein PKW mit Zweitaktmotor, der im Modelljahr 1906 von Oldsmobile gefertigt wurde. Wegen seiner Einfachheit wurde der Wagen als besonders zuverlässig und leistungsfähig angepriesen. Oldsmobile begriff den Wagen als zukunftsweisende Weiterentwicklung des Modells Side Entrance Touring aus dem Vorjahr.
Der Wagen hatte einen konventionellen Vorbau mit Wabenkühler und Messinglampen, der aber höher ausfiel als bei den Viertaktmodellen. Darunter steckte ein längs eingebauter Zweizylinder-Zweitaktmotor mit 3.218 cm³ Hubraum, der 24 bhp (17,6 kW) leistete und über ein Dreiganggetriebe und einen Kettenantrieb mit den Hinterrädern verbunden war. Die Bremsen wirkten auf die beiden Hinterräder und eine Trommel am Getriebe. Die Kotflügel fielen bei diesem Modell besonders voluminös aus. Neben einem Tourenwagen mit vier Türen und vier bis fünf Sitzplätzen gab es noch einen Runabout mit zwei Sitzplätzen.
Im einzigen Produktionsjahr entstanden 100 Fahrzeuge dieses Typs. 1907 entfiel das Modell ersatzlos und Oldsmobile konzentrierte sich künftig auf Viertaktmotoren.